# Jesús Cuadrado
Jesús Cuadrado Pérez (Palència, 1946 - Madrid, 2022) fou un cineasta, director escènic i crític de còmic espanyol, també interessat en altres aspectes de la cultura popular.
En un llarg i continuat esforç per dignificar el medi, ha col·laborat amb els seus articles en nombroses publicacions sobre còmics (Bang!, Viñetas, etc.), a més de ser l'autor de l'obra enciclopèdica De la historieta y su uso, 1873-2000 (2000).
Constitueix, juntament amb Mariano Ayuso, Luis Conde Martín, Ignacio Fontes, Carlo Frabetti, Pacho Fernández Larrondo, Federico Moreno, Ludolfo Paramio i Pedro Tabernero, la segona generació dels teòrics dels còmics sorgida a Espanya.

## Premis
El llibre Diccionario de uso de la historieta española, 1873-1996 va rebre el guardó de l'Asociación Madrileña de Críticos de Arte i una menció especial al Saló Internacional del Còmic de Barcelona, i fou valorat com la millor obra de l'any en el camp teòric per la convenció romana ExpoCartoon.

## Obra (selecció)
- Editorial sin punto y aparte (Tribulete, 1983);
- Crónica desde Madrid (Aventuras Bizarras, 1983) sota el pseudònim de Pedro Pérez;
- Edito (Grafito, 1984);
- Viñetas y puñetas (Sado Maso, 1990);
- El Octavo Pasajero: masturbantes e inútiles (El Maquinista, 1991);
- Nada personal, ciudadano (Urich, 1991),
- Viñetas ajenas (Classic X-Men n.º 34, What If n.º 28 a 36 i Gráfito, 1991-92);
- Conceptos ("Excalibur" n.º 28-35 i "The New Avengers" n.º 54, 57-59, 1991);
- Rodilla Herida (Makoki, 1991), Parapeto (El Maquinista Mensual, 1991);
- Catón (Grafito, Imágenes, etc., 1993-1998);
- Al borde del pesebre (Cómic Independiente, 1993);
- Habas contadas (Viñetas, 1994);
- Pie de trinchera (Viñetas, 1994);
- Fragmento “G” (Imágenes i Wopitti whop!, 1994-95);
- Diccionario de uso de la historieta española (Compañía Literaria, 1996);
- Idiotas y Diminutos (Idiota y Diminuto, 1998);
- Atlas español de la Cultura Popular. De la historieta y su uso, 1873-2000 (Sinsentido / Fundación Germán Sánchez Ruipérez, 2000);
- Psicopatología de la viñeta cotidiana (Glénat, 2000). Recopilació dels seus articles.